# Pedro Rosas y Belgrano
Pedro Pablo Rosas y Belgrano (cerca de Santa Fe, 29 de julio de 1813 - Buenos Aires, 27 de septiembre de 1863) fue un militar argentino que tuvo actuación en la guerra contra los indígenas y en las luchas civiles de la década de 1850. Fue especialmente notable por haber sido hijo natural del prócer Manuel Belgrano, adoptado por el caudillo federal y gobernador Juan Manuel de Rosas.

## Origen e infancia
El general Manuel Belgrano —que fue soltero toda su vida— tuvo algunos romances, entre los cuales dos que le dieron descendencia. La madre de Pedro era María Josefa Ezcurra, una dama de buena posición social y económica, casada con su primo Juan Esteban de Ezcurra (n. Pamplona de Navarra, España). Después de nueve años de matrimonio, sin hijos, y disconforme con la Revolución de Mayo, Ezcurra se exilió en su patria, negándose María a acompañarlo. Aunque nunca la volvió a ver, Juan Esteban la nombraría su heredera.
María Josefa fue novia de Belgrano cuando tenía 16 años, desde 1802 a 1803. Sin embargo, su padre la casó con un primo proveniente de España. Cuando Belgrano fue nombrado general en jefe del Ejército Auxiliar del Perú —o Ejército del Norte— luego de crear la Bandera Nacional en Rosario, María Josefa partió a su encuentro, producido en los primeros días de mayo de 1812 en San Salvador de Jujuy, luego de 45 días de viaje, permaneciendo a su lado durante tres meses allí y posteriormente en el Éxodo Jujeño, combate de Las Piedras y batalla de Tucumán. En octubre concibió un hijo en San Miguel de Tucumán —donde residieron desde septiembre de 1812 a finales de enero de 1813— que nacería en la estancia de unos amigos en Santa Fe.
Fue bautizado con el nombre de Pedro Pablo y anotado como huérfano en la catedral de Santa Fe; se ignora si el niño conoció a su padre. Fue inmediatamente adoptado por su tía materna, Encarnación Ezcurra, a la sazón recién casada con el estanciero Juan Manuel de Rosas. Desde entonces sería conocido como Pedro Pablo Rosas. En 1833, al cumplir los 20 años de edad, Pedro fue informado por Juan Manuel de Rosas de su verdadero origen, cumpliendo este el expreso pedido de Belgrano. A partir de entonces, incorporó su apellido biológico, pasando a llamarse Pedro Pablo Rosas y Belgrano.
Tuvo una educación limitada en la capital, y muy joven pasó al campo y a la frontera con los indígenas.

## Con Rosas
En 1829 fue secretario privado de Rosas, durante su primer período como gobernador de Buenos Aires. Más tarde lo acompañó en ese mismo cargo en la campaña al desierto de 1833.
Al regresar, Rosas le regaló una estancia en el pueblo de Azul; durante el año 1837 ejerció como juez de paz  de Azul y comandante del fuerte de San Serapio Mártir, con el grado de mayor. A fines de ese año pidió ser relevado y se dedicó a administrar su estancia. Era, además, el encargado de entregar los regalos y víveres a los caciques Painé, Pichún, Catriel e Ignacio Coliqueo. También tuvo alguna actuación reprimiendo las ramificaciones locales de la sublevación de los Libres del Sur en 1839.
Durante la década de 1840 fue nombrado comandante de Azul —el pueblo más importante del sur de la provincia en esa época— y oficialmente encargado de las relaciones con los indígenas en todo el sur de la provincia. Se encargaba de lo que Rosas llamaba el "negocio pacífico", esto es, entregar a los indígenas "amigos" provisiones, alcohol y yerba mate a cambio de que los indígenas se mantuvieran en paz con las poblaciones de frontera y ayudaran a reprimir a los que las atacaran. También llevaba adelante las relaciones diplomáticas y el correo entre los indígenas y el gobierno provincial.
A mediados de la década fue ascendido al grado de coronel, y llegó a ser un estanciero muy rico y con buenas relaciones, tanto con los estancieros y gauchos del sur de la provincia como con las distintas tribus.
Poco antes de la batalla de Caseros mantuvo varias reuniones con los caciques, a los que comprometió a unirse a sus fuerzas para defender el gobierno de Rosas, en caso de que el general Urquiza fuera derrotado y la guerra se extendiera al sur de la provincia.

## Después de Caseros
Después de la caída de su padre adoptivo, siguió siendo el juez de paz de Azul, por orden directa de Urquiza. Mantuvo relaciones por carta con Manuelita Rosas, exiliada con su padre en Inglaterra. Por orden de Hilario Lagos, comandante de campaña, fue nombrado comandante del Regimiento de Caballería Número 11, con sede en Azul.
A fines de noviembre de ese año de 1852 estaba en Buenos Aires cuando estalló la rebelión de Lagos, que pronto dominó gran parte del interior de la provincia y puso sitio a la ciudad de Buenos Aires. En la capital se supo que había grupos en el sur de la provincia que aún seguían obedeciendo al gobierno porteño, pero no tenían cohesión ni podían establecer contacto con la capital. Por eso el gobernador Manuel Pinto envió a Rosas con unos pocos acompañantes al puerto del Tuyú.
Apenas desembarcado, convocó a los indígenas para que cumplieran sus compromisos de un año antes, forzando bastante el sentido que debía habérsele dado. La noticia de la expedición de Rosas y Belgrano levantó los ánimos de los porteños, mientras que los federales se dedicaron a tratar de detenerlo antes de que reuniera demasiada gente a sus espaldas.
Rosas reunió los grupos dispersos y marchó hasta Dolores, donde logró reunir unos 4500 hombres, entre ellos algo más de 1000 aborígenes. Pronto regresó hasta la costa del río Salado, a esperar una prometida expedición naval con armas y municiones, por lo que se instaló cerca de la desembocadura de este río. Pero los refuerzos y armas no llegaron nunca: los barcos en que debían ser transportados encallaron y naufragaron, y nadie avisó a Rosas y los suyos.
Allí estaban cuando aparecieron los federales, al mando del general Gregorio Paz; tan mal se había preparado, que tenía el río Salado a sus espaldas. Los indígenas formaban en un costado pero, antes de iniciarse la batalla, sus jefes conferenciaron con los caciques de las tropas auxiliares indígenas que formaban en el ejército federal y, de común acuerdo, todos abandonaron el campo de batalla.
Paz puso a sus fuerzas a órdenes del coronel Juan Francisco Olmos, mientras Rosas y Belgrano ponía los suyos a órdenes de Faustino Velazco. La batalla de San Gregorio fue una verdadera catástrofe para los unitarios: murieron casi 1000 hombres, incluidos los coroneles Velazco y Acosta. Casi todos los oficiales fueron tomados prisioneros.
Tras esta victoria, Lagos reforzó el sitio de Buenos Aires, cerrando todas sus vinculaciones con el exterior, excepto por el Río de la Plata. Un consejo de guerra presidido por el coronel Isidro Quesada condenó a Rosas y Belgrano a muerte, a pesar de la defensa que de él hizo Antonino Reyes. Pero Lagos no quiso cumplir la orden y lo puso en libertad, quizá influido por una carta que Manuela Mónica Belgrano le entregara al general Lagos, pidiéndole por la vida de su hermano Pedro, "teniendo en cuenta su sangre". Además, Lagos conocía a Pedro como hijo adoptivo de Juan Manuel de Rosas, ya que ambos servían a las órdenes del  ”Restaurador de las Leyes y las Instituciones”. 
Levantado el sitio a mediados de 1853, fue repuesto en su cargo al frente del Regimiento de Caballería número 11 y de comandante de Azul. Se le encargó que organizara un plan general de defensa de la frontera, encargo que se ignora si cumplió.

## Cambio de bando
Pidió la baja por mala salud en febrero de 1855, en una época en que arreciaban los ataques contra los excolaboradores de Rosas, y el gobierno decidió confiscar todos los bienes de éste y de sus hijos. Dado que, legalmente, Pedro era hijo de Rosas, perdió todos sus bienes, once estancias en total. También fue acusado de participar en las invasiones de los generales Jerónimo Costa y José María Flores. A fines de 1855 se marchó a Santa Fe, donde prestó servicios en la frontera.
En 1859, poco después de la batalla de Cepeda, el general Urquiza volvió a avanzar sobre Buenos Aires. Allí organizó la defensa el general Bartolomé Mitre, mientras los jefes de frontera trataban de defenderse de un posible avance hacia el sur. Urquiza nombró a Rosas y Belgrano comandante de armas del sur de la provincia y lo envió hacia esa zona.
Convenció al cacique general Calfucurá, que atacó al comandante Ignacio Rivas en Cruz de Guerra, pero este ataque fracasó. Enviado por Rosas y Belgrano, el coronel Federico Olivencia tomó la ciudad de Azul. Un comandante de apellido Linares se presentó frente a Tandil, que estaba indefensa por haber salido su comandante Benito Machado a enfrentar a Olivencia. De modo que los habitantes de Tandil le dejaron tomar la ciudad, a cambio de que los indígenas que venían con él quedaran afuera; pero éstos se sublevaron y saquearon la ciudad.
Olivencia entró en conflictos con Rosas y Belgrano, de modo que lo abandonó y se pasó a las filas del general Flores. Machado regresó a Tandil, obligando a Linares a huir. Y los indígenas que habían llegado a Azul con Rosas y Belgrano también lo abandonaron. El coronel debió huir por "tierra de indios", llegando hasta Rosario.
Después de la batalla de Pavón fue tomado prisionero en Rosario. A pesar de que algunos oficiales pidieron que fuera ejecutado, su vida fue respetada por orden de Mitre. Viendo que estaba ya muy enfermo, se lo dejó regresar a Buenos Aires, con orden expresa de no dejarlo acercar a Azul.
Falleció en Buenos Aires en septiembre de 1863.